# Congregação Espírita Umbandista do Brasil
Congregação Espírita Umbandista do Brasil (CEUB) é uma entidade de cunho religioso, cultural e beneficente, destinada à difusão da Umbanda e dos cultos afro-brasileiros, com sede na cidade do Rio de Janeiro, no Brasil.
Localiza-se atualmente à Rua Sampaio Ferraz, 29, Estácio, no Rio de Janeiro, sob a direção de Fátima Damas.

## História
A entidade descende da antiga Confederação Espírita Umbandista do Brasil, existente de 1950 até 1967, e criada por Tancredo da Silva Pinto.
Após a instauração do Regime Militar no país, a partir de 1964, Tancredo, insatisfeito, desligou-se, vindo a constituir com outros companheiros, em 20 de Janeiro de 1968, a CEUB. Após sua morte, Martinho Mendes Ferreira assumiu a instituição, sendo sucedido por Fátima Damas antes de falecer.
Na década de 2010, além de celebrações e eventos, a CEUB foi responsável ainda por alguns projetos de destaque, como por exemplo:
- O requerimento ao Parque Nacional da Tijuca para a criação de uma área para os cultos de Umbanda e Candomblé na chamada Curva do S, no Alto da Tijuca, no Rio de Janeiro.

- O Projeto Zélio Fernandino de Moraes – Museu e Centro Cultural de Umbanda, junto à Secretaria Municipal de Cultura do estado do Rio de Janeiro.